# UNPROFOR

Baretka medalu W służbie pokoju UNPROFOR

UNPROFOR (ang. United Nations Protection Force – Siły Ochronne Organizacji Narodów Zjednoczonych) – misja pokojowa na terenie byłej Jugosławii, powołana na mocy rezolucji 743 (1992) z dnia 21 lutego 1992 Rady Bezpieczeństwa ONZ.
Misja UNPROFOR rozpoczęła się w lutym 1992, zakończona została 31 marca 1995 (misja została przekształcona w trzy samodzielne misje: UNPREDEP, UNCRO i UNPROFOR II). Celem misji było powstrzymanie eskalacji konfliktu, który rozpoczął się w 1991 po rozpadzie byłej Jugosławii.
W marcu 1995 siły UNPROFOR-u składały się z:
- 38 599 żołnierzy,
- 803 policjantów,
- 2017 personelu cywilnego,
- 2615 personelu lokalnego.

Z 38 państw:
Argentyna, Bangladesz, Belgia, Brazylia, Czechy, Dania, Egipt, Finlandia, Francja, Ghana, Hiszpania, Holandia, Indonezja, Irlandia, Jordania, Kanada, Kenia, Kolumbia, Litwa, Malezja, Nepal, Nigeria, Norwegia, Nowa Zelandia, Pakistan, Polska, Portugalia, Rosja, Słowacja, Szwajcaria, Szwecja, Tunezja, Turcja, Ukraina, Stany Zjednoczone, Wenezuela, Wielka Brytania, Włochy.
Straty ludzkie wyniosły 167 osób.

## Kontyngenty wojskowe
Struktura organizacyjna UNPROFOR w marcu 1995 r., w trakcie transformacji w trzy odrębne misje pod jednym dowództwem (UNPF):
| Sektor                                           | Państwo                       | Kontyngent                    | Dyslokacja         |
| UNPROFOR Chorwacja → UNCRO                       | UNPROFOR Chorwacja → UNCRO    | UNPROFOR Chorwacja → UNCRO    | Zagrzeb            |
| ------------------------------------------------ | ----------------------------- | ----------------------------- | ------------------ |
| Sektor Północ (Topusko)                          | Dania                         | DANBATT                       | Kostanjica         |
| Sektor Północ (Topusko)                          | Jordania                      | JORDBATT 2                    | Glina              |
| Sektor Północ (Topusko)                          | Polska                        | POLBATT                       | Slunj              |
| Sektor Północ (Topusko)                          | Ukraina                       | UKRBATT 2                     | Glina              |
| Sektor Południe (Knin)                           | Czechy                        | CZECHBATT                     | Titovo Korenica    |
| Sektor Południe (Knin)                           | Jordania                      | JORDBATT 3                    | Gracac             |
| Sektor Południe (Knin)                           | Kanada                        | CANBATT 1                     | Rastevic           |
| Sektor Południe (Knin)                           | Kenia                         | KENBATT                       | Bribirskie Mostine |
| Sektor Zachód (Daruvar)                          | Argentyna                     | ARGBATT                       | Daruvar            |
| Sektor Zachód (Daruvar)                          | Jordania                      | JORDBATT 1                    | Novska             |
| Sektor Zachód (Daruvar)                          | Nepal                         | NEPBATT                       | Pustra             |
| Sektor Wschód (→ UNTAES) (Erdut)                 | Belgia                        | BELBATT                       | Beli Manastir      |
| Sektor Wschód (→ UNTAES) (Erdut)                 | Rosja                         | RUSBATT 1                     | Klisa              |
| wsparcie i zabezpieczenie                        | Holandia                      | bat. łączności                | Zagrzeb            |
| wsparcie i zabezpieczenie                        | Słowacja                      | bat. inżynieryjny             | Daruvar            |
| wsparcie i zabezpieczenie                        | Francja                       | bat. logistyczny              | Zagrzeb            |
| wsparcie i zabezpieczenie                        | Kanada                        | bat. logistyczny              | Primosten          |
| wsparcie i zabezpieczenie                        | Hiszpania                     | bat. logistyczny              | Divulje            |
| wsparcie i zabezpieczenie                        | Malezja                       | bat. logistyczny              | Divulje            |
| wsparcie i zabezpieczenie                        | Wielka Brytania               | bat. logistyczny              | Divulje            |
| wsparcie i zabezpieczenie                        | Indonezja                     | bat. medyczny                 | Daruvar            |
| wsparcie i zabezpieczenie                        | Stany Zjednoczone             | bat. medyczny                 | Zagrzeb            |
| UNPROFOR Bośnia → UNPROFOR II                    | UNPROFOR Bośnia → UNPROFOR II | UNPROFOR Bośnia → UNPROFOR II | Sarajewo           |
| Sektor Sarajewo (Sarajewo)                       | Egipt                         | EGYBATT                       | Sarajewo           |
| Sektor Sarajewo (Sarajewo)                       | Francja                       | FREBATT 2                     | Sarajewo           |
| Sektor Sarajewo (Sarajewo)                       | Francja                       | FREBATT 4                     | Sarajewo           |
| Sektor Sarajewo (Sarajewo)                       | Francja                       | FREBATT 5                     | Sarajewo           |
| Sektor Sarajewo (Sarajewo)                       | Rosja                         | RUSBATT 2                     | Sarajewo           |
| Sektor Północny Wschód (Tuzla)                   | Holandia                      | DUTCHBATT                     | Srebrenica         |
| Sektor Północny Wschód (Tuzla)                   | Pakistan                      | PAKBATT 1                     | Vareš              |
| Sektor Północny Wschód (Tuzla)                   | Pakistan                      | PAKBATT 2                     | Visiča             |
| Sektor Północny Wschód (Tuzla)                   | Szwecja                       | NORDBATT 2                    | Tuzla              |
| Sektor Północny Wschód (Tuzla)                   | Ukraina                       | UKRBATT 1                     | Žepa               |
| Sektor Północny Wschód (Tuzla)                   | Wielka Brytania               | BRITBATT 2                    | Goražde            |
| Sektor Południowy Zachód (Gornji Vakuf-Uskoplje) | Bangladesz                    | BANBATT                       | Čoraliči           |
| Sektor Południowy Zachód (Gornji Vakuf-Uskoplje) | Hiszpania                     | SPABATT                       | Medziugorie        |
| Sektor Południowy Zachód (Gornji Vakuf-Uskoplje) | Kanada                        | CANBATT 2                     | Visoko             |
| Sektor Południowy Zachód (Gornji Vakuf-Uskoplje) | Malezja                       | MALBATT                       | Konjic             |
| Sektor Południowy Zachód (Gornji Vakuf-Uskoplje) | Turcja                        | TURKBATT                      | Zenica             |
| Sektor Południowy Zachód (Gornji Vakuf-Uskoplje) | Wielka Brytania               | BRITBATT 1                    | Vitez              |
| Sektor Południowy Zachód (Gornji Vakuf-Uskoplje) | Wielka Brytania               | BRITCAV                       | Zavidovići         |
| wsparcie i zabezpieczenie                        | Belgia · Francja              | bat. inżynieryjny             | Kakanj             |
| wsparcie i zabezpieczenie                        | Norwegia                      | bat. logistyczny              | Tuzla              |
| wsparcie i zabezpieczenie                        | Belgia · Holandia             | bat. transportowy             | Busovača           |
| UNPROFOR Macedonia → UNPREDEP                    | UNPROFOR Macedonia → UNPREDEP | UNPROFOR Macedonia → UNPREDEP | Skopje             |
| Sektor Macedonia (Skopje)                        | Kraje nordyckie               | NORDBATT 1                    | Retrovec           |
| Sektor Macedonia (Skopje)                        | Stany Zjednoczone             | USBATT                        | Retrovec           |

W literaturze występuje też innych sposób nazewnictwa batalionów: np. Dutchbat zamiast DUTCHBATT.